# Elisa Di Francisca
Elisa Di Francisca, född 13 december 1982 i Jesi, är en italiensk fäktare specialiserad på florett som vann guld vid olympiska sommarspelen 2012.
 Hon vann en silvermedalj i florett vid olympiska sommarspelen 2016.